# Saraca celebica
Saraca celebica är en ärtväxtart som beskrevs av W.J.de Wilde. Saraca celebica ingår i släktet Saraca och familjen ärtväxter. IUCN kategoriserar arten globalt som nära hotad. Inga underarter finns listade i Catalogue of Life.